# بارومیتر عربی

نماد بارومتر عربی

بارومیتر عربی یک پروژه پژوهشی است که منبع داده‌های معتبر علمی در مورد نگرش سیاسی شهروندان عرب خاورمیانه و شمال آفریقا است. از سال ۲۰۰۶، این پروژه چندده نظرسنجی بر روی چندین موج در ۱۴ کشور عربی منطقه انجام داده‌است.
سامان‌دهی این پروژه هم‌کاری‌ای است میان دانشگاه پرینستون، دانشگاه میشیگان و ARI. شیوه جمع‌آوری داده‌ها نتیجه مصاحبه‌های رودررو است و گزینش افراد با نمونه‌گیری احتمال چند مرحله‌ای در بین ۱۸ سال به بالاها انجام می‌شود.

## موج‌های نظرسنجی

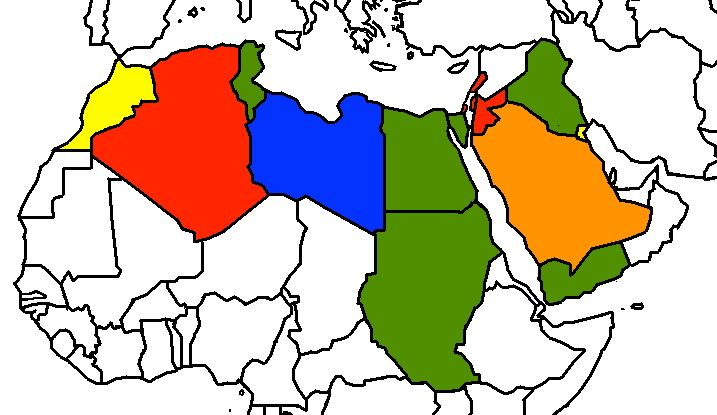
نظرسنجی‌های بارومتر عربی در سه موج اول

نظرسنجی موج ۱ (۲۰۰۶–۲۰۰۷) در ۷ کشور: الجزایر، بحرین، اردن، کویت، لبنان، مراکش و فلسطین.
نظرسنجی موج ۲ (۲۰۱۰–۲۰۱۱) در ۱۰ کشور: الجزایر، مصر، عراق، اردن، لبنان، فلسطین، عربستان سعودی، سودان، تونس و یمن.
نظرسنجی موج ۳ (۲۰۱۲–۲۰۱۴) در ۱۲ کشور: الجزایر، مصر، عراق، اردن، کویت، لبنان، لیبی، مراکش، فلسطین، سودان، تونس و یمن.
نظرسنجی موج ۴ (۲۰۱۶–۲۰۱۶) در ۷ کشور: الجزایر، مصر، اردن، لبنان، مراکش، فلسطین و تونس.
نظرسنجی موج ۵ (۲۰۱۹–۲۰۱۸) در ۱۲ کشور: الجزایر، مصر، عراق، اردن، کویت، لبنان، لیبی، مراکش، فلسطین، سودان، تونس و یمن.